# Cryptanura bakeriana
Cryptanura bakeriana là một loài tò vò trong họ Ichneumonidae.